# Дамьянович, Дарио
Да́рио Дамья́нович (босн. Dario Damjanović; род. 23 июля 1981, Градачац, Босния и Герцеговина) — боснийский футболист, полузащитник; тренер.

## Карьера
С 2001 по 2004 год играл за клуб «Модрича». В 2004 году оказался в «Хайдуке». В начале 2008 года по инициативе главного тренера Зорана Вулича был приобретён в российский клуб «Луч-Энергия». Вулич хорошо знал возможности Дамьяновича, так как тот работал под его руководством в «Хайдуке». Был основным игроком приморского клуба в сезоне-2008, составлял треугольник в центре поля с Левани Гвазавой и Дмитрием Смирновым. 31 января 2009 года перешёл из российского клуба в клуб Второй Бундеслиги «Кайзерслаутерн». Сезон 2011/12 провёл в «Челике», после чего уехал в Сербию, где защищал цвета клубов «Нови-Пазар» и «Ягодина». С 2014 года играл за гонконгский «Пегасус».